# Bobsleigh als Jocs Olímpics d'Hivern de 2006 - Dos homes

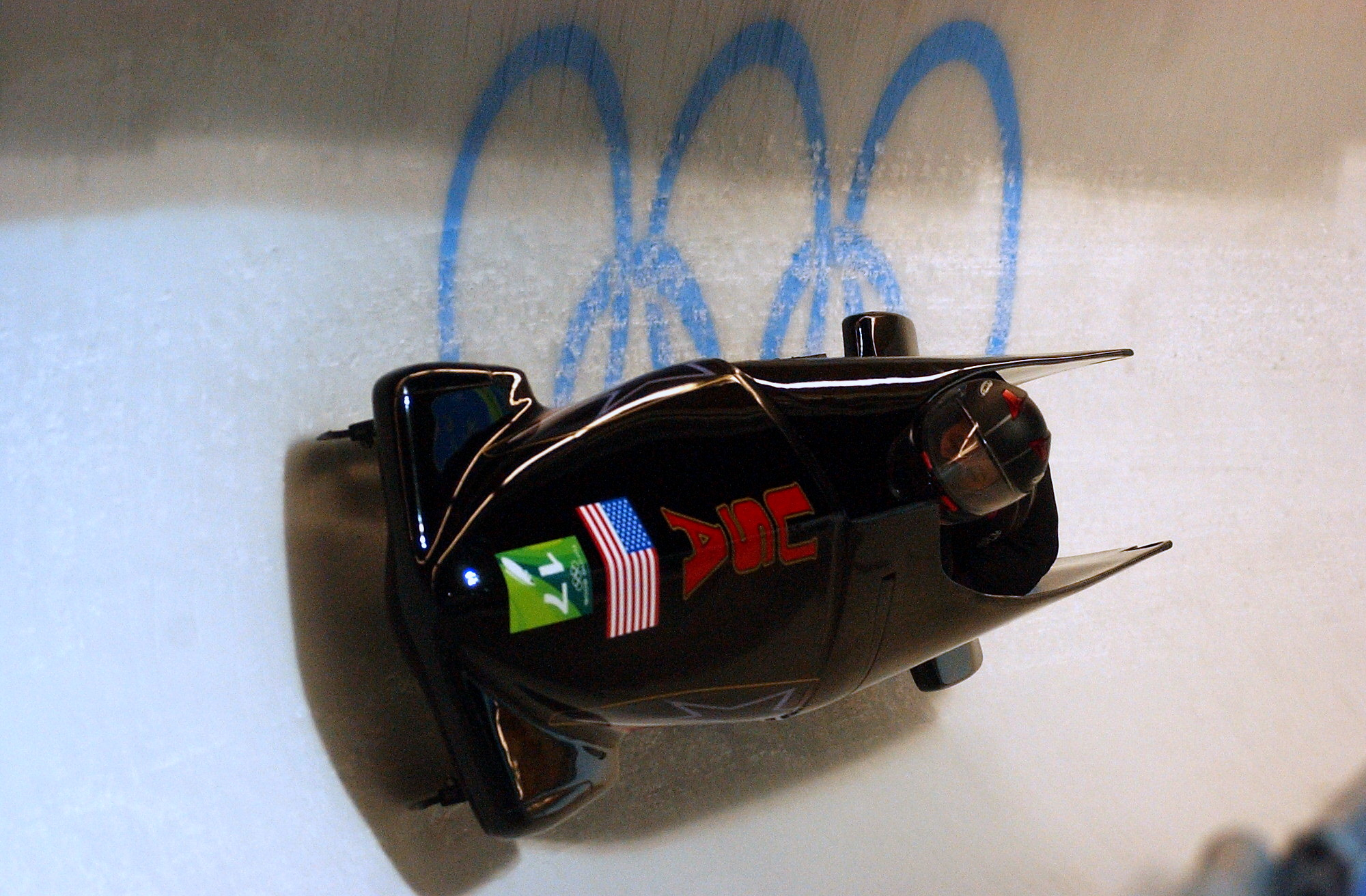
Imatge de l'equip estatunidenc II.

Als Jocs Olímpics d'Hivern de 2006 celebrats a la ciutat de Torí (Itàlia) es disputà una prova bobsleigh de dos homes, que unit a la resta de proves conformà el programa oficial de bobsleigh dels Jocs.
La prova es disputà entre els dies 17 i 19 de febrer de 2006 a les instal·lacions de Cesana Pariol.

## Resum de medalles
| Or                                             | Argent                                            | Bronze                                     |
| Alemanya · Alemanya IAndré Lange · Kevin Kuske | Canadà · Canadà IPierre Lueders · Lascelles Brown | Suïssa · Suïssa IMartin Annen · Beat Hefti |

## Resultats
Els 29 equips realitzaren tres baixades al circuit de bobsleigh, i els 20 primers classificats realitzaren una última baixada que serví per establir els temps finals.
| Pos. | CON                   | Corredors                           | Volta 1 | Volta 2 | Volta 3 | Volta 4 | Total   |
| ---- | --------------------- | ----------------------------------- | ------- | ------- | ------- | ------- | ------- |
| 1    | Alemanya Alemanya I   | André Lange Kevin Kuske             | 55.28   | 55.73   | 56.01   | 56.36   | 3:43.38 |
| 2    | Canadà Canadà I       | Pierre Lueders Lascelles Brown      | 55.57   | 55.50   | 56.11   | 56.41   | 3:43.59 |
| 3    | Suïssa Suïssa I       | Martin Annen Beat Hefti             | 55.54   | 55.67   | 56.18   | 56.34   | 3:43.73 |
| 4    | Rússia Rússia I       | Alexandre Zoubkov Alexey Voevoda    | 55.54   | 55.85   | 56.12   | 56.49   | 3:44.00 |
| 5    | Alemanya Alemanya II  | Matthias Hoepfner Marc Kuehne       | 55.56   | 55.82   | 56.24   | 56.63   | 3:44.25 |
| 6    | Letònia Letònia I     | Janis Minins Daumants Dreishkens    | 55.94   | 55.84   | 56.16   | 56.69   | 3:44.63 |
| 7    | Estats Units USA I    | Todd Hays Pavle Jovanovic           | 55.81   | 55.72   | 56.31   | 56.88   | 3:44.72 |
| 8    | Suïssa Suïssa II      | Ivo Rueegg Cedric Grand             | 55.85   | 55.74   | 56.37   | 56.90   | 3:44.86 |
| 9    | Itàlia Itàlia I       | Simone Bertazzo Matteo Torchio      | 55.78   | 55.99   | 56.43   | 56.95   | 3:45.15 |
| 10   | Àustria Àustria I     | Wolfgang Stampfer Klaus Seelos      | 55.92   | 55.94   | 56.57   | 56.90   | 3:45.33 |
| 11   | Canadà Canadà II      | Serge Despres David Bissett         | 56.13   | 55.92   | 56.69   | 56.93   | 3:45.67 |
| 12   | Mònaco                | Patrice Servelle Jeremy Bottin      | 56.21   | 56.13   | 56.67   | 57.08   | 3:46.09 |
| 13   | Itàlia Itàlia II      | Fabrizio Tosini Samuele Romanini    | 56.06   | 56.02   | 56.93   | 57.10   | 3:46.11 |
| 14   | Estats Units USA II   | Steve Holcomb Bill Schuffenhauer    | 56.16   | 55.96   | 57.05   | 57.04   | 3:46.21 |
| 15   | Regne Unit            | Lee Johnston Dan Humphries          | 56.22   | 55.84   | 57.20   | 57.08   | 3:46.34 |
| 16   | Txèquia Rep. Txeca I  | Ivo Danilevic Roman Gomola          | 56.40   | 56.24   | 56.99   | 57.12   | 3:46.75 |
| 17   | Àustria Àustria II    | Juergen Loacker Gerhard Koehler     | 56.29   | 56.22   | 57.07   | 57.69   | 3:47.27 |
| 18   | Rússia Rússia II      | Yevgeni Popov Roman Oreshnikov      | 56.56   | 56.50   | 56.98   | 57.29   | 3:47.33 |
| 19   | Països Baixos         | Arend Glas Sybren Jansma            | 56.70   | 56.54   | 56.95   | 57.17   | 3:47.36 |
| 20   | Letònia Letònia II    | Gatis Guts Intars Dicmanis          | 56.37   | 56.36   | 57.05   | 57.73   | 3:47.51 |
| 21   | França                | Bruno Mingeon Stephane Galbert      | 56.49   | 56.75   | 57.11   | —       | —       |
| 22   | Austràlia             | Jeremy Rollestone Shane McKenzie    | 56.77   | 56.59   | 57.22   | —       | —       |
| 23   | Nova Zelanda          | Alan Henderson Matthew Dallow       | 56.61   | 56.79   | 57.46   | —       | —       |
| 24   | Romania Romania I     | Nicolae Istrate Adrian Duminicel    | 56.82   | 56.90   | 57.65   | —       | —       |
| 25   | Eslovàquia            | Milan Jagnesak Viktor Rajek         | 56.81   | 57.12   | 57.81   | —       | —       |
| 26   | Romania Romania II    | Mihai Iliescu Levente Andrei Bartha | 57.22   | 57.09   | 57.63   | —       | —       |
| 27   | Japó Japó I           | Suguru Kiyokawa Ryuichi Kobayashi   | 57.27   | 57.02   | 57.90   | —       | —       |
| 28   | Txèquia Rep. Txeca II | Milos Vesely Jan Kobian             | 56.93   | 57.49   | 58.28   | —       | —       |
| 29   | Hongria Hongria I     | Marton Gyulai Bertalan Pinter       | 57.25   | 57.36   | 58.40   | —       | —       |